# Gojwane
Gojwane is een dorp in het district Central in Botswana. De plaats telt 1411 inwoners (2011).